# Kinga Grzyb
Kinga Grzyb, z d. Polenz (ur. 12 stycznia 1982 w Starogardzie Gdańskim) – polska piłkarka ręczna, lewoskrzydłowa, reprezentantka kraju, uczestniczka mistrzostw świata i Europy, od 2015 zawodniczka Zagłębia Lubin.
Królowa strzelczyń Ekstraklasy w sezonie 2008/2009 w barwach Piotrcovii Piotrków Trybunalski (206 bramek). Czołowa strzelczyni najwyższej klasy rozgrywkowej w innych sezonach w barwach Ruchu Chorzów i Startu Elbląg.

## Kariera sportowa

### Klubowa
Wychowanka Sambora Tczew. W latach 2001–2005 występowała w Starcie Elbląg. W latach 2005–2011 była zawodniczką Piotrcovii Piotrków Trybunalski, z którą wywalczyła wicemistrzostwo Polski (2007) i brązowy medal mistrzostw Polski (2009). W sezonie 2008/2009, w którym rozegrała 30 meczów i rzuciła 206 bramek, została królową strzelczyń Ekstraklasy. W barwach Piotrcovii wystąpiła również w jednym meczu Pucharu Zdobywców Pucharów (3 listopada 2007 z HC Leipzig (22:41), w którym zdobyła pięć bramek).
W latach 2011–2013 występowała w Ruchu Chorzów, będąc jego najlepszą strzelczynią w Superlidze – w sezonie 2011/2012 zdobyła 196 goli, natomiast w sezonie 2012/2013 rzuciła 166 bramek. W latach 2013–2015 ponownie była zawodniczką Startu Elbląg, którego była najlepszą strzelczynią (135 bramek w sezonie 2013/2014 i 132 gole w sezonie 2014/2015). W 2015 przeszła do Zagłębia Lubin, z którym zdobyła wicemistrzostwo Polski (2017; w sezonie 2016/2017 zdobyła dla Zagłębia 117 bramek w 31 spotkaniach) i sięgnęła po Puchar Polski (2017) – w meczu finałowym ze Startem Elbląg (29:26) rzuciła trzy bramki. W sezonie 2017/2018 rozegrała w barwach Zagłębia cztery mecze w Pucharze EHF, w których zdobyła 19 goli.

### Reprezentacyjna
W reprezentacji Polski zadebiutowała 21 listopada 2001 w meczu z Jugosławią. Uczestniczyła w czterech turniejach finałowych mistrzostw świata (2005, 2007, 2013, 2017), największy sukces osiągając w 2013 podczas czempionatu w Serbii, w którym rozegrała dziewięć meczów i zdobyła 30 bramek, a Polska zajęła 4. miejsce. Na skutek poważnej kontuzji (zerwanie więzadeł krzyżowych w kolanie) nie wystąpiła w Mistrzostwach Świata 2015. 11 grudnia 2017 w meczu Mistrzostw Świata 2017 z Brazylią (29:27) po raz 242 wystąpiła w reprezentacji, stając się rekordzistką pod względem liczby rozegranych spotkań w barwach narodowych (wyprzedziła Bożenę Gniedziuk).
Zagrała również w pięciu turniejach finałowych mistrzostw Europy (2006, 2014, 2016, 2018, 2020). 4 grudnia 2018, po przegranym 23:22 ostatnim meczu fazy grupowej Mistrzostwa Europy 2018 ze Szwecją, poinformowała o zakończeniu kariery reprezentacyjnej. Latem 2019, nowy selekcjoner kadry – Arne Senstad namówił ją po powrotu, powołując na spotkania eliminacyjne do Mistrzostw Europy 2020. W grudniu 2020 wystąpiła w Mistrzostwach Europy 2020. Ostatni mecz w kadrze narodowej rozegrała 7 grudnia 2020 w duńskim Koldingu (remis 21:21 z Niemkami). Łącznie w reprezentacji seniorek wystąpiła 266 razy, zdobywając 728 goli (drugie miejsce pod tym względem w historii polskiej kadry).

## Życie prywatne
W szkole podstawowej oprócz piłki ręcznej uprawiała też lekkoatletykę. Jest absolwentką Szkoły Mistrzostwa Sportowego w Gliwicach. Zamężna z byłym piłkarzem nożnym i trenerem Wojciechem Grzybem, z którym ma córkę Amelię.

## Sukcesy

### Zagłębie Lubin
- Mistrzostwa Polski:

 2016/2017, 2017/2018, 2018/2019, 2019/2020
 2020/2021, 2021/2022, 2022/2023, 2023/2024
- Puchar Polski:

 2016/2017, 2018/2019, 2019/2020, 2020/2021, 2022/2023, 2023/2024

### Reprezentacja Polski
- 4. miejsce w mistrzostwach świata: 2013

### Indywidualne
- Królowa strzelczyń Ekstraklasy: 2008/2009 (Piotrcovia Piotrków Trybunalski; 206 bramek)
- 3. miejsce w klasyfikacji najlepszych strzelczyń Superligi: 2011/2012 (Ruch Chorzów; 196 bramek)
- 7. miejsce w klasyfikacji najlepszych strzelczyń Superligi: 2013/2014 (Start Elbląg; 135 bramek)
- Najlepsza lewoskrzydłowa Ekstraklasy/Superligi według Sportowych Faktów: 2008/2009, 2011/2012, 2012/2013, 2013/2014[10]
- Sportowiec Roku Ziemi Piotrkowskiej: 2006, 2007, 2009[11]

## Udział w turniejach mistrzowskich
| Turniej            | Edycja             | Mecze | Gole | Miejsce | Źródło |
| ------------------ | ------------------ | ----- | ---- | ------- | ------ |
| Mistrzostwa świata | 2005               | 5     | 2    | 19.     | [ 12 ] |
| Mistrzostwa świata | 2007               | 8     | 29   | 11.     | [ 13 ] |
| Mistrzostwa świata | 2013               | 9     | 30   | 4.      | [ 4 ]  |
| Mistrzostwa świata | 2017               | 7     | 35   | 17.     | [ 14 ] |
| Mistrzostwa świata | Mistrzostwa świata | 29    | 96   | —       | —      |
| Mistrzostwa Europy | 2006               | 6     | 16   | 8.      | [ 15 ] |
| Mistrzostwa Europy | 2014               | 6     | 10   | 11.     | [ 16 ] |
| Mistrzostwa Europy | 2016               | 3     | 14   | 15.     | [ 17 ] |
| Mistrzostwa Europy | Mistrzostwa Europy | 15    | 40   | —       | —      |
| Razem              | Razem              | 44    | 136  | —       | —      |